# Liste des ambassadeurs aux Nations unies actuellement en fonction
Le tableau ci-dessous regroupe, par ordre alphabétique du libellé usuel et francisé d'entité, les noms des représentants permanents alias ambassadeurs et des observateurs de ces entités auprès des Nations unies.
La date de présentation des lettres d'accréditation de chaque représentant au Secrétaire général des Nations unies est également indiquée.
En bas de tableau se trouvent les trois observateurs permanents (signalés par ¤) de l'Ordre souverain de Malte, de Palestine et du Saint-Siège.
Il existe par ailleurs des Représentants permanents auprès des Nations unies, basés à Genève, Vienne et Nairobi ; ainsi que des Délégués permanents auprès de l'UNESCO.

## Liste des ambassadeurs et observateurs permanents en fonction aux Nations unies
L'ordre de présentation par défaut des pays dans ce tableau n'est pas l'ordre officiel dans lequel apparaissent les drapeaux en façade des édifices de l'ONU ou les sièges dans les assemblées générales. Pour connaître cet ordre officiel, qui correspond à une liste alphabétique en anglais, voir notamment l'article en anglais ou les sources de cet article ou la dernière colonne du tableau.
Au 24 mai 2017, étaient dénombrés par le service du protocole des Nations unies 193 représentants des pays membres (dont 5 chargé d’affaires ad interim) et deux observateurs permanents.
La première colonne du tableau (Alpha.) indique l'ordre alphabétique des noms usuels francisés des pays.
La dernière colonne du tableau (ONU) indique l'ordre de classement des pays au sein de l'ONU, c'est-à-dire l'ordre d'alignement des drapeaux et l'ordre des sièges des représentants en assemblée générale.
| Alpha. | Pays (drapeau et nom court francisé usuel) | Ambassadeur                             | Date d'accréditation         | ONU |
| ------ | ------------------------------------------ | --------------------------------------- | ---------------------------- | --- |
| 1      | Afghanistan                                | Naseer Faiq (chargé d'affaires)         | 17 décembre 2021             | 1   |
| 2      | Afrique du Sud                             | Mathu Joyini                            | 22 janvier 2021              | 159 |
| 3      | Albanie                                    | Suela Janina                            | 5 avril 2024                 | 2   |
| 4      | Algérie                                    | Amar Bendjama                           | 11 avril 2023                | 3   |
| 5      | Allemagne                                  | Antje Leendertse                        | 16 septembre 2021            | 65  |
| 6      | Andorre                                    | Joan Forner Rovira                      | 9 septembre 2024             | 4   |
| 7      | Angola                                     | Francisco José da Cruz                  | 31 mai 2023                  | 5   |
| 8      | Antigua-et-Barbuda                         | Walton Alfonso Webson                   | 17 décembre 2014             | 6   |
| 9      | Arabie saoudite                            | Abdulaziz bin Mohammed Al-Wasel         | 25 juillet 2016              | 149 |
| 10     | Argentine                                  | Ricardo Ernesto Lagorio                 | 14 mars 2024                 | 7   |
| 11     | Arménie                                    | Mher Margaryan                          | 31 août 2018                 | 8   |
| 12     | Australie                                  | James Larsen (en)                       | 22 octobre 2019              | 9   |
| 13     | Autriche                                   | Alexander Marschik                      | 6 juillet 2020               | 10  |
| 14     | Azerbaïdjan                                | Yashar T. Aliyev                        | 10 juin 2014                 | 11  |
| 15     | Bahamas                                    | Stan Oduma Smith                        | 10 mars 2022                 | 12  |
| 16     | Bahreïn                                    | Jamal Fares Alrowaiei                   | 14 septembre 2011            | 13  |
| 17     | Bangladesh                                 | Muhammad Abdul Muhith (en)              | 20 septembre 2022            | 14  |
| 18     | Barbade                                    | François Ayodele Jackman                | 21 mai 2021                  | 15  |
| 19     | Biélorussie                                | Valentin Rybakov                        | 15 septembre 2017            | 16  |
| 20     | Belgique                                   | Philippe Kridelka                       | 10 août 2020                 | 17  |
| 21     | Belize                                     | Carlos Cecil Fuller                     | 31 mars 2021                 | 18  |
| 22     | Bénin                                      | Marc Hermanne G. Araba                  | 5 janvier 2021               | 19  |
| 23     | Bhoutan                                    | Doma Tshering                           | 13 septembre 2017            | 20  |
| 24     | Bolivie                                    | Diego Pary Rodríguez                    | 11 décembre 2020             | 21  |
| 25     | Bosnie-Herzégovine                         | Sven Alkalaj                            | 5 juillet 2019               | 22  |
| 26     | Botswana                                   | Collen Vixen Kelapile                   | 26 octobre 2018              | 23  |
| 27     | Brésil                                     | Ronaldo Costa Filho                     | 6 février 2020               | 24  |
| 28     | Brunei                                     | Hajah Noor Qamar binti Haji Sulaiman    | 18 février 2019              | 25  |
| 29     | Bulgarie                                   | Lachezara Stoeva                        | 17 février 2021              | 26  |
| 30     | Burkina Faso                               | Seydou Sinka                            | 16 septembre 2021            | 27  |
| 31     | Burundi                                    | Zéphyrin Maniratanga                    | 26 avril 2021                | 28  |
| 32     | Cambodge                                   | Sovann Ke                               | 13 août 2018                 | 30  |
| 33     | Cameroun                                   | Michel Tommo Monthe                     | 8 septembre 2008             | 31  |
| 34     | Canada                                     | Bob Rae                                 | 31 août 2020                 | 32  |
| 35     | Cap-Vert                                   | Júlio César Freire de Morais            | 18 novembre 2021             | 29  |
| 36     | Chili                                      | Milenko Skoknic Tapia                   | 21 mai 2018                  | 35  |
| 37     | Chine                                      | Fu Cong                                 | 1er avril 2024               | 36  |
| 38     | Chypre                                     | Andreas Hadjichrysanthou                | 17 février 2021              | 44  |
| 39     | Colombie                                   | Guillermo Fernández de Soto Valderrama  | 26 octobre 2018              | 37  |
| 40     | Comores                                    | Issimail Chanfi                         | 4 décembre 2020              | 38  |
| 41     | Corée du Nord                              | Kim Song                                | 20 septembre 2018            | 46  |
| 42     | Corée du Sud                               | Cho Hyun                                | 22 octobre 2019              | 138 |
| 43     | Costa Rica                                 | Rodrigo Alberto Carazo Zeledón          | 30 avril 2018                | 40  |
| 44     | Côte d'Ivoire                              | Kacou Houadja Léon                      | 12 juillet 2018              | 41  |
| 45     | Croatie                                    | Ivan Šimonović                          | 16 septembre 2019            | 42  |
| 46     | Cuba                                       | Pedro Luis Pedroso Cuesta               | 16 octobre 2020              | 43  |
| 47     | Danemark                                   | Martin Bille Hermann                    | 14 janvier 2019              | 48  |
| 48     | Djibouti                                   | Mohamed Siad Doualeh                    | 24 novembre 2015             | 49  |
| 49     | Dominique                                  | Loreen Ruth Bannis-Roberts              | 22 août 2016                 | 50  |
| 50     | Égypte                                     | Osama Mahmoud Abdel Khalek Mahmoud      | 16 septembre 2021            | 53  |
| 51     | Émirats arabes unis                        | Lana Zaki Nusseibeh                     | 18 septembre 2013            | 182 |
| 52     | Équateur                                   | Horacio Sevilla Borja                   | 9 juin 2016                  | 52  |
| 53     | Érythrée                                   | Sophia Tesfamariam Yohannes             | 5 septembre 2019             | 56  |
| 54     | Espagne                                    | Agustín Santos Maraver                  | 5 septembre 2018             | 161 |
| 55     | Estonie                                    | Sven Jürgenson                          | 13 août 2015                 | 57  |
| 56     | États-Unis                                 | Linda Thomas-Greenfield                 | 25 février 2021              | 185 |
| 57     | Éthiopie                                   | Taye Atske Sellassie Made               | 10 septembre 2018            | 58  |
| 58     | Fidji                                      | Satyendra Prasad                        | 21 mai 2018                  | 59  |
| 59     | Finlande                                   | Jukka Salovaara                         | 4 juin 2019                  | 60  |
| 60     | France                                     | Jérôme Bonnafont                        | 14 février 2025              | 61  |
| 61     | Gabon                                      | Michel Xavier Biang                     | 18 août 2017                 | 62  |
| 62     | Gambie                                     | Lang Yabou                              | 18 octobre 2018              | 63  |
| 63     | Géorgie                                    | Kaha Imnadze                            | 23 juillet 2013              | 64  |
| 64     | Ghana                                      | Harold Adlai Agyeman                    | 21 mai 2021                  | 66  |
| 65     | Grèce                                      | Maria Theofili                          | 13 septembre 2017            | 67  |
| 66     | Grenade                                    | Kesha A. McGuire                        | 12 avril 2016                | 68  |
| 67     | Guatemala                                  | Luis Antonio Lam Padilla                | 5 novembre 2019              | 69  |
| 68     | Guinée                                     | Aly Diane                               | 28 janvier 2021              | 70  |
| 69     | Guinée-Bissau                              | Henrique Adriano Da Silva               | 18 février 2021              | 71  |
| 70     | Guinée équatoriale                         | Anatolio Ndong Mba                      | 7 janvier 2010               | 55  |
| 71     | Guyana                                     | Carolyn Rodrigues-Birkett               | 2 octobre 2020               | 72  |
| 72     | Haïti                                      | Antonio Rodrigue                        | 4 septembre 2020             | 73  |
| 73     | Honduras                                   | Mary Elizabeth Flores                   | 29 avril 2010                | 74  |
| 74     | Hongrie                                    | Zsuzsanna Horváth                       | 16 février 2021              | 75  |
| 75     | Îles Marshall                              | Amatlain Elizabeth Kabua                | 5 juillet 2016               | 107 |
| 76     | Inde                                       | T. S. Tirumurti                         | 19 mai 2020                  | 77  |
| 77     | Indonésie                                  | Arrmanatha C. Nasir                     | 4 janvier 2022               | 78  |
| 78     | Iran                                       | Majid Takht-Ravanchi                    | 23 avril 2019                | 79  |
| 79     | Irak                                       | Zardasht Abdulla Muhammad               | 25 octobre 2018              | 80  |
| 80     | Irlande                                    | Geraldine Byrne Nason                   | 18 août 2017                 | 81  |
| 81     | Islande                                    | Jörundur Valtýsson                      | 5 septembre 2019             | 76  |
| 82     | Israël                                     | Guilad Erdan                            | 12 août 2020                 | 82  |
| 83     | Italie                                     | Maurizio Massari                        | 19 juillet 2021              | 83  |
| 84     | Jamaïque                                   | Brian Christopher Manley Wallace        | 16 septembre 2021            | 84  |
| 85     | Japon                                      | Ishikane Kimihiro                       | 19 novembre 2019             | 85  |
| 86     | Jordanie                                   | Mahmoud Daifallah Hmoud                 | 2 septembre 2021             | 86  |
| 87     | Kazakhstan                                 | Magzhan Ilyassov                        | 26 octobre 2020              | 87  |
| 88     | Kenya                                      | Martin Kimani                           | 3 décembre 2020              | 88  |
| 89     | Kirghizistan                               | Mirgul Moldoisaeva                      | 12 avril 2016                | 91  |
| 90     | Kiribati                                   | Teburoro Tito                           | 13 septembre 2017            | 89  |
| 91     | Koweït                                     | Mansour Ayyad Al-Otaibi                 | 4 mars 2010                  | 90  |
| 92     | Laos                                       | Anouparb Vongnorkeo                     | 28 janvier 2020              | 92  |
| 93     | Lesotho                                    | Nkopane Raseen Monyane                  | 18 février 2019              | 95  |
| 94     | Lettonie                                   | Andrejs Pildegovičs                     | 5 septembre 2018             | 93  |
| 95     | Liban                                      | Amal Mudallali                          | 15 janvier 2018              | 94  |
| 96     | Liberia                                    | Dee-Maxwell Saah Kemayah                | 20 septembre 2019            | 96  |
| 97     | Libye                                      | Taher M. El-Sonni                       | 6 janvier 2020               | 97  |
| 98     | Liechtenstein                              | Christian Wenaweser                     | 1er octobre 2002             | 98  |
| 99     | Lituanie                                   | Rytis Paulauskas                        | 25 mai 2021                  | 99  |
| 100    | Luxembourg                                 | Olivier Maes                            | 15 juillet 2021              | 100 |
| 101    | Macédoine                                  | Vasile Andonovski                       | 14 mars 2014                 | 171 |
| 102    | Madagascar                                 | Zina Andrianarivelo-Razafy              | 9 septembre 2002             | 101 |
| 103    | Malaisie                                   | Syed Mohamad Hasrin Aidid               | 5 juillet 2019               | 103 |
| 104    | Malawi                                     | Agnes Mary Chimbiri-Molande             | 13 janvier 2022              | 102 |
| 105    | Maldives                                   | Thilmeeza Hussain                       | 21 mai 2019                  | 104 |
| 106    | Mali                                       | Issa Konfourou                          | 9 septembre 2016             | 105 |
| 107    | Malte                                      | Vanessa Frazier                         | 6 janvier 2020               | 106 |
| 108    | Maroc                                      | Omar Hilale                             | 14 avril 2014                | 115 |
| 109    | Maurice                                    | Jagdish Dharamchand Koonjul             | 24 novembre 2015             | 109 |
| 110    | Mauritanie                                 | Sidi Mohamed Laghdaf                    | 20 août 2020                 | 108 |
| 111    | Mexique                                    | Héctor Vasconcelos                      | 30 janvier 2024              | 110 |
| 112    | États fédérés de Micronésie                | Jane Jimmy Chigiyal                     | 2 décembre 2011              | 111 |
| 113    | Moldavie                                   | Gheorghe Leucǎ                          | 18 novembre 2021             | 139 |
| 114    | Monaco                                     | Isabelle F. Picco                       | 11 septembre 2009            | 112 |
| 115    | Mongolie                                   | Vorshilov Enkhbold                      | 20 février 2020              | 113 |
| 116    | Monténégro                                 | Milica Pejanović Đurišić                | 21 mai 2018                  | 114 |
| 117    | Mozambique                                 | Pedro Comissário Afonso                 | 8 décembre 2020              | 116 |
| 118    | Birmanie                                   | Kyaw Moe Tun                            | 20 octobre 2020              | 117 |
| 119    | Namibie                                    | Neville Melvin Gertze                   | 9 janvier 2017               | 118 |
| 120    | Nauru                                      | Margo Reminisse Deiye                   | 27 novembre 2020             | 119 |
| 121    | Népal                                      | Amrit Bahadur Rai                       | 8 mars 2019                  | 120 |
| 122    | Nicaragua                                  | Jaime Hermida Castillo                  | 18 octobre 2018              | 123 |
| 123    | Niger                                      | Abdou Abarry                            | 4 juin 2019                  | 124 |
| 124    | Nigeria                                    | Tijjani Muhammad Bande                  | 3 mai 2017                   | 125 |
| 125    | Norvège                                    | Mona Juul                               | 14 janvier 2019              | 126 |
| 126    | Nouvelle-Zélande                           | Carolyn Schwalger                       | 4 janvier 2022               | 122 |
| 127    | Oman                                       | Mohamed Al Hassan                       | 21 août 2019                 | 127 |
| 128    | Ouganda                                    | Adonia Ayebare                          | 3 mai 2017                   | 180 |
| 129    | Ouzbékistan                                | Bakhtiyor Ibragimov                     | 23 mai 2017                  | 187 |
| 130    | Pakistan                                   | Munir Akram                             | 5 novembre 2019              | 128 |
| 131    | Palaos                                     | Ilana Victorya Seid                     | 16 septembre 2021            | 129 |
| 132    | Panama                                     | Markova Concepción Jaramillo            | 16 novembre 2020             | 130 |
| 133    | Papouasie-Nouvelle-Guinée                  | Max Hufanen Rai                         | 9 juin 2016                  | 131 |
| 134    | Paraguay                                   | Julio César Arriola Ramirez             | 21 mars 2017                 | 132 |
| 135    | Pays-Bas                                   | Yoka Brandt                             | 2 septembre 2020             | 121 |
| 136    | Pérou                                      | José Manuel Rodriguez Cuadros           | 14 octobre 2020              | 133 |
| 137    | Philippines                                | Enrique Manalo                          | 27 juillet 2020              | 134 |
| 138    | Pologne                                    | Krzysztof Szczerski                     | 2 septembre 2021             | 135 |
| 139    | Portugal                                   | Francisco António Duarte Lopes          | 13 septembre 2017            | 136 |
| 140    | Qatar                                      | Alya bint Ahmed Al Thani                | 24 octobre 2013              | 137 |
| 141    | République centrafricaine                  | Ambroisine Kpongo                       | 19 septembre 2014            | 33  |
| 142    | République dominicaine                     | José Alfonso Blanco Conde               | 19 octobre 2020              | 51  |
| 143    | République du Congo                        | Lazare Makayat-Safouesse                | 17 mai 2022                  | 39  |
| 144    | République démocratique du Congo           | Georges Nzongola-Ntalaja                | 13 janvier 2022              | 47  |
| 145    | République tchèque                         | Marie Chatardová                        | 2 août 2016                  | 45  |
| 146    | Roumanie                                   | Ion Jinga                               | 13 août 2015                 | 140 |
| 147    | Royaume-Uni                                | Dame Barbara Woodward                   | 2 décembre 2020              | 183 |
| 148    | Russie                                     | Vasily Nebenzya                         | 28 juillet 2017              | 141 |
| 149    | Rwanda                                     | Valentine Rugwabiza                     | 11 novembre 2016             | 142 |
| 150    | Sainte-Lucie                               | Cosmos Richardson                       | 22 février 2017              | 144 |
| 151    | Saint-Christophe-et-Niévès                 | Ian MacDonald Liburd                    | 18 janvier 2021              | 143 |
| 152    | Saint-Marin                                | Damiano Beleffi                         | 22 août 2016                 | 147 |
| 153    | Saint-Vincent-et-les-Grenadines            | Inga Rhonda King                        | 13 septembre 2013            | 145 |
| 154    | Îles Salomon                               | Robert Sisilo                           | 23 janvier 2017              | 157 |
| 155    | Salvador                                   | Egriselda Aracely González López        | 21 août 2019                 | 54  |
| 156    | Samoa                                      | Fatumanava-o-Upolu III Pa'olelei Luteru | 2 juin 2021                  | 146 |
| 157    | Sao Tomé-et-Principe                       | Alcinio Cravid e Silva                  | chargé d’affaires ad interim | 148 |
| 158    | Sénégal                                    | Cheikh Niang                            | 12 juillet 2018              | 150 |
| 159    | Serbie                                     | Nemanja Stevanović                      | 12 mars 2021                 | 151 |
| 160    | Seychelles                                 | Ian Dereck Joseph Madeleine             | 16 septembre 2021            | 152 |
| 161    | Sierra Leone                               | Alhaji Fanday Turay                     | 2 septembre 2021             | 153 |
| 162    | Singapour                                  | Burhanudeen Gafoor                      | 22 août 2016                 | 154 |
| 163    | Slovaquie                                  | Michal Mlynár                           | 18 août 2017                 | 155 |
| 164    | Slovénie                                   | Boštjan Malovrh                         | 22 juin 2021                 | 156 |
| 165    | Somalie                                    | Abukar Dahir Osman                      | 26 juillet 2017              | 158 |
| 166    | Soudan                                     | Omar Dahab Fadi Mohamed                 | 8 septembre 2015             | 163 |
| 167    | Soudan du Sud                              | Akuei Bona Malwal                       | 5 juillet 2016               | 160 |
| 168    | Sri Lanka                                  | Peter Mohan Maithri Pieris              | 13 janvier 2021              | 162 |
| 169    | Suède                                      | Anna Karin Eneström                     | 6 janvier 2020               | 166 |
| 170    | Suisse                                     | Pascale Christine Baeriswyl             | 26 mai 2020                  | 167 |
| 171    | Suriname                                   | Sunil Algram Sitaldin                   | 4 janvier 2022               | 164 |
| 172    | Eswatini/Swaziland                         | Melusi Martin Masuku                    | 5 juillet 2017               | 165 |
| 173    | Syrie                                      | Bassam Sabbagh                          | 23 février 2021              | 168 |
| 174    | Tadjikistan                                | Jonibek Hikmat                          | 4 juin 2021                  | 169 |
| 175    | Tanzanie                                   | Kennedy Godfrey Gastorn                 | 13 mars 2020                 | 184 |
| 176    | Tchad                                      | Ammo Aziza Baroud                       | 11 décembre 2020             | 34  |
| 177    | Thaïlande                                  | Suriya Chindawongse                     | 6 décembre 2021              | 170 |
| 178    | Timor oriental                             | Karlito Nunes                           | 12 août 2021                 | 172 |
| 179    | Togo                                       | Kokou Kpayedo                           | 30 juin 2016                 | 173 |
| 180    | Tonga                                      | Viliami Va'inga Tōnē                    | 5 juillet 2018               | 174 |
| 181    | Trinité-et-Tobago                          | Dennis Francis                          | 2 septembre 2021             | 175 |
| 182    | Tunisie                                    | Nabil Ammar                             | 25 mars 2025                 | 176 |
| 183    | Turkménistan                               | Aksoltan Atayeva                        | 23 février 1995              | 178 |
| 184    | Turquie                                    | Feridun Hadi Sinirlioğlu                | 21 octobre 2016              | 177 |
| 185    | Tuvalu                                     | Samuelu Laloniu                         | 26 juillet 2017              | 179 |
| 186    | Ukraine                                    | Sergiy Kyslytsya                        | 20 février 2017              | 181 |
| 187    | Uruguay                                    | Carlos Daniel Amorín Tenconi            | 15 octobre 2019              | 186 |
| 188    | Vanuatu                                    | Odo Tevi                                | 13 août 2014                 | 188 |
| 189    | Venezuela                                  | Samuel Moncada Acosta                   | 19 décembre 2017             | 189 |
| 190    | Vietnam                                    | Dang Dinh Quy                           | 12 juillet 2018              | 190 |
| 191    | Yémen                                      | Abdullah Ali Fadhel Al-Saadi            | 20 décembre 2018             | 191 |
| 192    | Zambie                                     | Ngosa Simbyakula                        | 28 janvier 2020              | 192 |
| 193    | Zimbabwe                                   | Albert Ranganai Chimbindi               | 26 juillet 2021              | 193 |
|        | Ordre souverain de Malte                   | Paul Beresford-Hill ¤                   | 1er août 2019                |     |
|        | Palestine                                  | Riyad H. Mansour ¤                      | 17 septembre 2005            |     |
|        | Saint-Siège                                | Gabriele Giordano Caccia ¤              | 28 janvier 2020              |     |

¤ : Observateurs permanents

## Sources et références
- (en) www.un.int/protocol : Site du Protocole des Nations unies
  - (en) www.un.int/protocol/documents : Nom officiel des états membres des Nations unies (PDF) [visité le 28 janvier 2017].
  - (en) www.un.int/protocol/documents : Liste officielle des chefs de mission (PDF) [mis à jour le 5 juillet 2017 - visité le 5 juillet 2017].
  - (en) www.un.int/protocol/documents : Nouvelles accréditations (mis à jour le 23 mai 2017 - visité le 15 juin 2017)

1. ↑  L'Ordre souverain de Malte n'apparaît plus dans la liste officielle des observateurs permanents à fin 2010 (voir sources de l'article).